# Dmitri Jólodov
Dmitri Yúrievich Jólodov (Дмитрий Юрьевич Холодов) (21 de junio de 1967, Zagorsk — 17 de octubre de 1994, Moscú) fue un joven periodista del periódico ruso Moskovski Komsomolets, asesinado mientras investigaba supuesta corrupción entre los altos rangos del Ejército ruso.
En sus artículos publicados, Jólodov sostenía que el entonces Ministro de Defensa Pável Grachov estuvo envuelto en casos de corrupción durante el retiro de las tropas soviéticas de Alemania Oriental a comienzos de los 1990. Ninguno de los cargos fue probado en los tribunales. 
En 1993, Jólodov viajó a Abjasia durante el conflicto georgiano-abjaso. Escribió detallados reportes desde Sujumi como testigo de limpieza étnica de georgianos en Abjasia.
El 17 de octubre de 1994 murió como consecuencia de un atentado con una maleta bomba. El día siguiente el director del periódico donde trabajaba Jolodov dijo que hace unos días el reportero había descubierto una unidad militar donde se entrenaban asesinos profesionales con la colaboración de la Dirección de Contrainteligencia del Ejército o GRU. El reportero habría investigado sobre corrupción en el Grupo Occidental del Ejército y sobre el tráfico ilegal de armas.
- Datos: Q922290